# Idrætspsykologi
Idrætspsykologi er en specifik del under psykologien, der forsøger at beskrive, analysere, forklare, forudse og ændre menneskelige handlemønstre inden for idræt. Fokus i idrætspsykologi retter sig mod samspillet mellem person og omverden, hvori kroppen og præstationen er det centrale omdrejningspunkt i samspillet. Idrætspsykologi er også en del af idrætsvidenskaberne og er fagligt relateret til pædagogik og sociologi.
Idrætspsykologi beskæftiger sig med de psykologiske aspekter, dvs. menneskets adfærd, følelser og oplevelser, der knytter sig til deltagelse i sportsaktiviteter. Dette kan omfatte både individuelle sportsgrene eller holdsport. Og ligeledes både for motionister og eliteudøvere.
I praksis betyder dette, at idrætspsykologien spænder vidt, og der er flere perspektiver:
- Udøver-perspektivet
- Kontekst-perspektivet
- Præstationsperspektivet
- Sundhedsperspektivet
- Det etiske perspektiv[2]

## Klarlæggelse af behov for idrætspsykologi
For at klarlægge om en idrætsudøvers forringede præstation skyldes fysiske årsager eller mentale, og om der således vil være brug for en idrætspsykolog, er det erfarigsmæssigt væsentlig at se på om:
- Præstationen er væsentlig bedre til træning end i konkurrence
- Personen har svært ved at præstere godt med tilskuere
- Præstationen efter en skade er væsentligt under normalt niveau, selvom fysikken er 100% i orden igen
- Tvivl og anspændthed er dominerende for præstationen før og/eller under konkurrencen
- Motivationen svinger signifikant fra dag til dag[2]

## Eksterne kilder
Tekst mangler, hjælp os med at skrive teksten